# Plzeň-sever
Plzeň-sever (tjeckiska: okres Plzeň-sever) är ett distrikt i Tjeckien. Det ligger i regionen Plzeň, i den västra delen av landet, 90 km väster om huvudstaden Prag. Antalet invånare är 74 013. Arean är 1 287 kvadratkilometer. Plzeň-sever gränsar till distriktet Rakovník och diktriktet Karlovy Vary. 
Terrängen i Plzeň-sever är kuperad åt nordost, men åt sydväst är den platt.
Plzeň-sever delas in i:
- Bohy
- Zbůch
- Dolany
- Úterý
- Bílov
- Tatiná
- Jarov
- Vysoká Libyně
- Bdeněves
- Bezvěrov
- Město Touškov
- Horní Bělá
- Plešnice
- Rochlov
- Holovousy
- Všeruby
- Plasy
- Nýřany
- Kralovice
- Horní Bříza
- Manětín
- Kaznějov
- Kožlany
- Potvorov
- Líšťany
- Třemošná
- Chříč
- Všehrdy
- Loza
- Líně
- Hlince
- Brodeslavy
- Vejprnice
- Nečtiny
- Kunějovice
- Vochov
- Dolní Bělá
- Dobříč
- Studená
- Druztová
- Výrov
- Lochousice
- Myslinka
- Pňovany
- Ledce
- Česká Bříza
- Bučí
- Zruč-Senec
- Heřmanova Huť
- Nekmíř
- Příšov
- Koryta
- Dolní Hradiště
- Újezd nade Mží
- Velečín
- Úlice
- Ostrov u Bezdružic
- Kopidlo
- Kozojedy
- Úherce
- Čerňovice
- Tlučná
- Líté
- Kbelany
- Kočín
- Krsy
- Slatina
- Křelovice
- Hromnice
- Úněšov
- Mladotice
- Mrtník
- Žilov
- Čeminy
- Nevřeň
- Přehýsov
- Dražeň
- Žihle
- Krašovice
- Černíkovice
- Pernarec
- Chotíkov
- Hněvnice
- Štichovice
- Tis u Blatna
- Rybnice
- Pastuchovice
- Nadryby
- Blažim
- Kozolupy
- Pláně
- Obora
- Hvozd
- Sedlec
- Trnová
- Zahrádka
- Kaceřov
- Blatnice

Följande samhällen finns i Plzeň-sever:
- Třemošná
- Tlučná
- Všeruby